# كريستينا فورد
كريستينا فورد (بالإنجليزية: Cristina Ford)‏ هي نجمة اجتماعية أمريكية، ولدت في 24 يونيو 1929 في فيتشنزا في إيطاليا، وتوفيت في 22 مارس 2001 في روما في إيطاليا.